# Centrale Mercier
La centrale Mercier est une centrale hydroélectrique érigée sur la Rivière Gatineau par Hydro-Québec, à Grand-Remous, dans la région administrative de l'Outaouais, au Québec. Cette centrale d'une puissance installée de 50,5 MW, a été mise en service en 2008.
Le barrage Mercier, qui se trouve à l'exutoire du réservoir Baskatong, a été construit en 1927 par le gouvernement du Québec.